# Comuna de Pajęczno
Pajęczno (polaco: Gmina Pajęczno) é uma gminy (comuna) na Polónia, na voivodia de Lodz e no condado de Pajęczański. A sede do condado é a cidade de Pajęczno.
De acordo com os censos de 2004, a comuna tem 11 682 habitantes, com uma densidade 103 hab/km².

## Área
Estende-se por uma área de 113,44 km², incluindo:
- área agricola: 61%
- área florestal: 28%

## Demografia
Dados de 30 de Junho 2004:
|                      | Total   | Total | Mulheres | Mulheres | Homens  | Homens |
| -------------------- | ------- | ----- | -------- | -------- | ------- | ------ |
|                      | pessoas | %     | pessoas  | %        | pessoas | %      |
| População            | 11 682  | 100   | 5887     | 50,4     | 5795    | 49,6   |
| Densidade (pop./km²) | 103     | 100   | 51,9     | 51,9     | 51,1    | 51,1   |

De acordo com dados de 2002, o rendimento médio per capita ascendia a 1345,62 zł.

## Subdivisões
- Czerkiesy, Dylów A-Tuszyn, Dylów Rządowy, Dylów Szlachecki, Janki, Kurzna-Barany, Lipina, Ładzin, Łężce, Makowiska, Niwiska Dolne, Niwiska Górne, Nowe Gajęcice, Patrzyków, Podmurowaniec, Siedlec, Stare Gajęcice, Wręczyca, Wydrzynów.

## Comunas vizinhas
- Działoszyn, Kiełczygłów, Nowa Brzeźnica, Popów, Rząśnia, Siemkowice, Strzelce Wielkie, Sulmierzyce